# Frederick Campbell (1729-1816)
Pour les articles homonymes, voir Frederick Campbell et Campbell.
Frederick Campbell (20 juin 1729 - 8 juin 1816) est un noble et un homme politique écossais. Il est Lord greffier du registre de l'Écosse de 1768 à 1816 ; député de Glasgow Burghs (1761-1780) et de Argyllshire (1780-1799).

## Biographie
Frederick Campbell est le troisième fils de John Campbell (4e duc d'Argyll), et de sa femme, Mary, fille de John, le second lord Bellenden. Il fait ses études à la Westminster School (1743-1736) et à la Christ Church d'Oxford (1747) avant d'entrer au Middle Temple (1751) et d'être admis au barreau en 1754.
Bien que son père l'ait prévu pour le siège parlementaire d'Ayr Burghs, il remplace son frère, Lord Lorne, au siège de Glasgow Burghs en 1761.
En 1765, très proche de Grenville, il participe activement aux arrangements en vue du transfert des prérogatives et des droits du duc d'Atholl sur l'île de Man (alors un nid de passeurs), à la compensation à donner ; mais il se plaint que l'indemnisation est insuffisante.
La même année (1765), il conserve pendant quelques mois le sceau privé de l'Écosse, mais démissionne en juillet après le limogeage de l'administration de Grenville. Lord Breadalbane lui succède. Il est admis au conseil privé le 29 mai 1765, devint Lord Clerk Register pour l'Écosse en 1768 et confirmé à vie en 1777. En 1774, Lord Frederick pose la première pierre d'un bureau d'enregistrement à Édimbourg et se procure un établissement permanent pour la conservation des archives. Il reçoit les remerciements du tribunal. Il est élu recteur de l'université de Glasgow de 1772 à 1773.
Lord Frederick siège à la Chambre des communes irlandaise pour Thomastown de 1767 à 1768 et pour St Canice de 1768 et 1776.
En 1778, il est colonel des Argyle Fencibles, membre du conseil de contrôle de l'Inde en 1786 et, de 1787 à 1793, vice-trésorier adjoint de l'Irlande sous George Townshend, Lord-lieutenant. En tant que membre du parlement, il semble avoir été réticent, mais c'est sur sa motion de 1796 qu'Henry Addington est élu président du Grand Parlement britannique. Il est trésorier du Middle Temple en 1803. Il est décédé le 8 juin 1816 à Queen Street, Mayfair.

## Famille

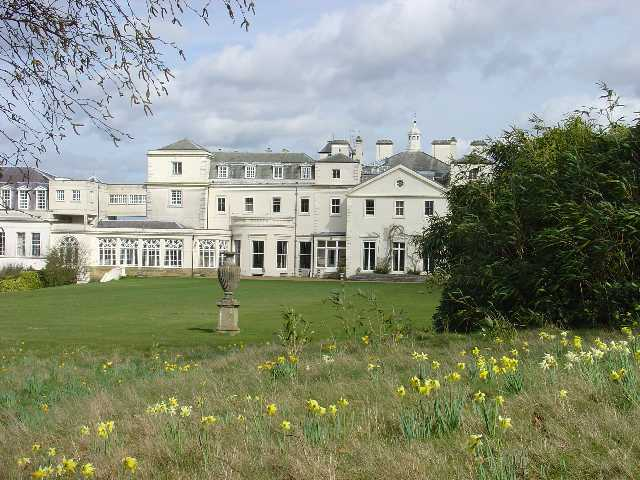
Combe Bank - maintenant une école

Il épouse, le 28 mars 1769, Mary, fille cadette d'Amos Meredith de Henbury, Cheshire, sœur de William Meredith (3e baronnet), et veuve du tristement célèbre Laurence Shirley (4e comte Ferrers) (en). Elle est brûlée vive dans un incendie chez eux, à Combe Bank, dans le Kent, en 1807. Ils ont deux filles, dont l'une, Mary, épouse le capitaine Donald Campbell de Barbreck.
Il hérite de Combe Bank (ou Coombe Bank), près de Sevenoaks, dans le Kent, à la mort de son père en 1770. Sa fille vend le domaine à William Manning après son décès.
Une école canadienne porte son nom. Port Charlotte, Islay doit son nom à sa femme.